# Incassobank (Utrecht)
De Incassobank is een gebouw van een voormalige bank in het centrum van de Nederlandse stad Utrecht.
Het gebouw met conciërgewoning aan de Nobelstraat is rond 1920 ontworpen door Jan Baanders sr. voor de Amsterdamse Incasso Bank in de stijl van de Amsterdamse School. Beeldhouwer Hildo Krop vervaardigde een sculptuur in baksteen op een hoek van het bouwwerk.